# Lithacodia formosana
Pseudodeltote formosana là một loài bướm đêm trong họ Noctuidae.